# Carlos Pardo (piloto)
Carlos Alberto Pardo Estévez (n. 16 de septiembre de 1975 - Puebla 14 de junio de 2009) fue un piloto mexicano, quién participando en el serial NASCAR Corona Series (Stock Cars) falleció de forma dramática después de estrellarse su automóvil en la carrera de la NASCAR Mexico Series 2009 que se llevaba a cabo en el autódromo Miguel E. Abed.

## Biografía
Carlos Pardo nació en la Ciudad de México el 16 de septiembre de 1975 en el Hospital Español, hijo de Purificación Estévez y José Manuel Pardo Otero, ambos de nacionalidad española. Era el segundo de dos hermanos más, Marta Pardo y Rubén Pardo, quien actualmente participa dentro del serial NASCAR Corona Series con la Escudería Citizen.
Carlos Pardo fue Ingeniero Industrial titulado de la Universidad Anáhuac.

## Trayectoria Deportiva
- 1996.- Campeón en Motociclismo Categoría Libre 900 c. c. Principiante Súper-Bike, Faustino Rodríguez
- 1997.- Campeón en Motociclismo Categoría Libre 900 c. c. En los seriales Súper–Bike y Reto Neón
- 1998.- En este año logró destacadas actuaciones en la categoría Neón, quedando entre los 10 mejores pilotos, entre más de 120 participantes. Corrió esporádicamente en eventos de motociclismo en la Categoría Expertos.
- 1999.- Quedó entre los 10 mejores pilotos del Campeonato Neón, siendo considerado de los más rápidos y seguros de la categoría, imponiendo récord de velocidad en el Autódromo de la Ciudad de México en sentido normal.
- 2000.- Campeón Reto Neón 2000. Se corona Campeón del Reto Neón, Copa Motorola Año 2000. También participa en la categoría de ’Pick ups’ Dodge obteniendo como mejor resultado un tercer sitio en SLP.
- 2001.- Este año nuevamente participa en la categoría ’Pick ups’ y además hace su aparición en La Copa Mustang, logrando coronarse Campeón en las ’Pick ups’ y en La Copa Mustang finaliza sexto lugar del Campeonato.
- 2002.- Participa por tercera ocasión en la categoría ’Pick ups’, logrando terminar en quinto lugar general. Nota: no participó en 2 fechas. Participa en la Copa Mustang obteniendo el quinto lugar visitando seis veces el pódium. Compite también en la categoría de Tractocamiones Ford obteniendo el Campeonato, subiendo 10 veces al pódium.
- 2003.- Por cuarta ocasión participa en la Categoría de ’Pick ups’ donde obtiene el Subcampeonato.Mientras que en la Copa Mustang ocupa el cuarto lugar general
- 2004.- Campeón de ’Stock Cars’, Equipo Telcel en ”El Desafío Corona”
- 2005.- Tercer lugar General ’Stock Cars’, Equipo Telcel.
- 2006.- Tercer lugar General ’Stock Cars’, Equipo Telcel.
- 2007.- Octavo Lugar General ’Stock Cars’, Equipo Citizen de NASCAR Corona Series.
- 2008.- Se integra a la Escudería Motorcraft – Quinto lugar General de La NASCAR Corona Series.

## Muerte
Se encontraban en la vuelta 97, cuando el piloto tuvo un contacto de carrera con el piloto Jorge Goeters provocando que el primero saliera disparado contra un muro de contención de la pista. Los jueces de la carrera dieron la victoria al piloto No. 21 del equipo Motorcraft Racing, ya que este se encontraba encabezando la carrera al momento del percance. Miguel Ángel Sánchez gerente de prensa y relaciones públicas de los Stock Cars, fue quien confirmó el deceso del piloto a las 16:30 horas tiempo de México (22:30 horas UTC).